# Semiothisa aemulataria
Semiothisa aemulataria är en fjärilsart som beskrevs av Walker 1861. Semiothisa aemulataria ingår i släktet Semiothisa och familjen mätare. Inga underarter finns listade i Catalogue of Life.